# Латиська абетка
Лати́ська абе́тка (латис. latviešu alfabēts) — абетка на основі латиниці, що використовується для запису латиської мови.

## Історія

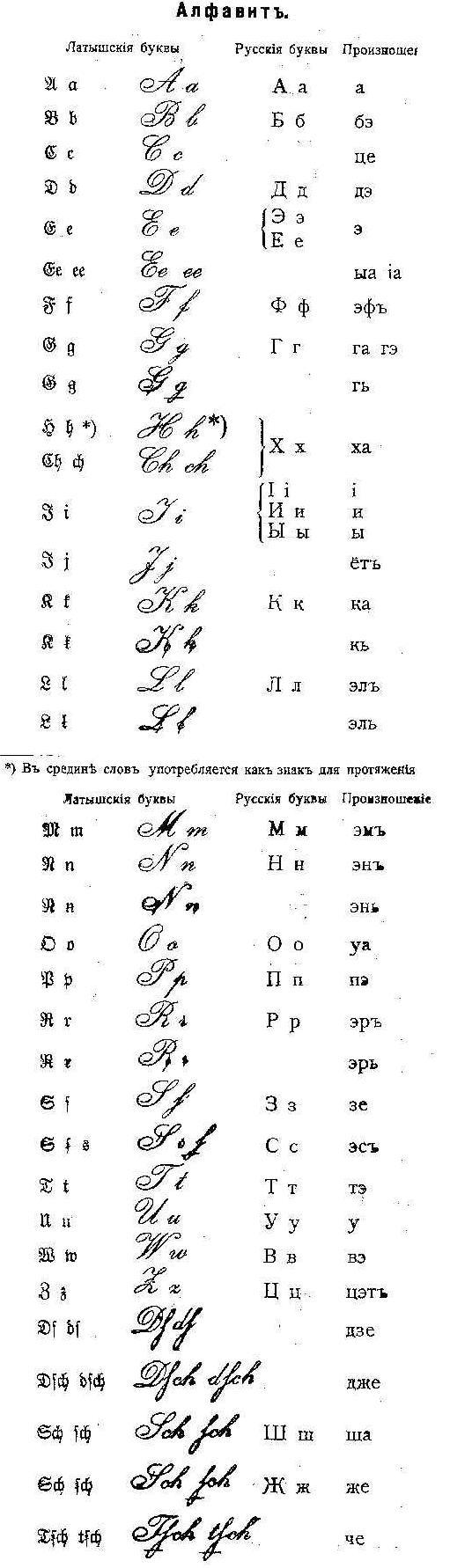
Дореформена (1921) латиська абетка зі самовчителя виданого в 1916 році.

Першу латиську абетку видано в Ризі 1683 року. Тодішню латиську систему написання розробили німецькі ченці, що створювали релігійні тексти. За її основу вони взяли німецьку систему, що не дуже добре відбивала особливості розмовної латиської мови.
До Другої світової війни (а пізніше і в латвійській еміграції) в деяких видання книг та періодиці використовувались літери Ōō, Ŗŗ та Ch ch. Використання літери Ŗŗ  припинено в 1946 році. Внаслідок виходу з вжитку цих літер значення деяких слів тепер можна зрозуміти лише з контексту, часто відбувається чергування приголосних та їхнє випадання (у другій та п'ятій відмінах).

## Сучасна латиська абетка
Сучасна абетка латиської мови складається з 33 літер. 11 з них утворюються за допомогою діактритичних знаків:
| A a | Ā ā | B b | C c | Č č | D d | E e | Ē ē |
| F f | G g | Ģ ģ | H h | I i | Ī ī | J j | K k |
| Ķ ķ | L l | Ļ ļ | M m | N n | Ņ ņ | O o | P p |
| R r | S s | Š š | T t | U u | Ū ū | V v | Z z |
| Ž ž |     |     |     |     |     |     |     |

Іноді окремо виділяють такі диграфи: Dz dz, Dž dž, Ie ie.
На кирилиці алфавіт виглядав би так: а á б в ѓ д е é ж з ѕ и и́ ј к ќ л љ м н њ о п р с т у ý ф х ц ч џ ш
- порівняння, не є офіційним алфавітом!
| Буква | Назва    | МФА       | Написання | Назва    | МФА           |
| ----- | -------- | --------- | --------- | -------- | ------------- |
| A, a  | a        | /ɑ/       | Ķ, ķ      | ķē       | /c/           |
| Ā, ā  | garais ā | /ɑː/      | L, l      | el       | /l/           |
| B, b  | bē       | /b/       | Ļ, ļ      | eļ       | /ʎ/           |
| C, c  | cē       | /ts/      | M, m      | em       | /m/           |
| Č, č  | čē       | /tʃ/      | N, n      | en       | /n/,/ŋ/       |
| D, d  | dē       | /d/       | Ņ, ņ      | eņ       | /ɲ/           |
| E, e  | e        | /e/,/æ/   | O, o      | o        | /ua̯/,/o/,/oː/ |
| Ē, ē  | garais ē | /eː/,/æː/ | P, p      | pē       | /p/           |
| F, f  | ef       | /f/       | R, r      | er       | /r/           |
| G, g  | gā       | /g/       | S, s      | es       | /s/           |
| Ģ, ģ  | ģē       | /ɟ/       | Š, š      | eš       | /ʃ/           |
| H, h  | hā       | /x/,/h/   | T, t      | tē       | /t/           |
| I, i  | i        | /i/       | U, u      | u        | /u/           |
| Ī, ī  | garais ī | /iː/      | Ū, ū      | garais ū | /uː/          |
| J, j  | jē       | /j/       | V, v      | vē       | /v/           |
| K, k  | kā       | /k/       | Z, z      | zē       | /z/           |
|       |          |           | Ž, ž      | žē       | /ʒ/           |

## Переваги та вади абетки
- Літера o може вимовлятись як дифтонг [uo], голосні [ɔ] або [ɔː].
- Літера e може вимовлятись як [е] або [æ].
- Літера ē може вимовлятись як [eː] або [æː].
- Одна літера позначає дентальний звук [n] та велярний [ŋ].

Таким чином, хоча значна частина фонем відповідає латиським літерам, текст, написаний латиською мовою, не завжди можна правильно вимовити. Це робить її досить складною для розуміння, і деякі латиські слова за вимовою можуть бути дуже схожими і відрізнятись лише довжиною одного звука.

## Латиська розкладка клавіатури

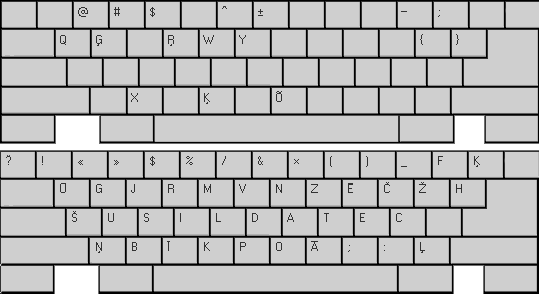
Нестандартна розкладка клавіатури з латиською абеткою

Стандартна латиська розкладка базується на типовій латинській клавіатурі QWERTY, менш поширеною є система розташування знаків QGJRMV. Використовувати діакритичні знаки дає змогу клавіша AltGr.